# 1933 na política

## Eventos
- 28 de Janeiro - O General Kurt Von Schleicher renuncia ao cargo de chanceler da Alemanha
- 30 de Janeiro - Adolf Hitler é nomeado chanceler.
- 2 de Fevereiro - Hitler proíbe a realização de qualquer manifestação política
- 27 de Fevereiro - Incêndio do Reichstag, o parlamento alemão, os nazistas acusam os comunistas da destruição do edifício.
- 5 de março - Grande Depressão: o presidente Franklin Delano Roosevelt declara feriado bancário nos Estados Unidos, dando início à implementação do New Deal.
- 19 de março - Aprovada a Constituição portuguesa de 1933.
- 22 de Março - É construído em Dachau, Alemanha, o primeiro campo de concentração
- 23 de Março - É promulgado o Ermächtigungsgesetz (decreto) que acaba com a democracia alemã e dá efetivos poderes de ditador a Hitler
- 27 de Março - Torna-se efectiva a saída do Japão da Sociedade das Nações.
- 28 de Março - Os Bispos Católicos da Alemanha declaram lealdade a Hitler
- 1 de Abril - Primeiro boicote oficial aos advogados, médicos e comerciantes judeus na Alemanha
- 11 de Abril - Todos os servidores públicos com um ou mais avós judeus são demitidos na Alemanha
- 26 de Abril - Hermann Goering Funda a polícia política nazi, a Gestapo.
- 10 de Maio -  Início da Bücherverbrennung a queima de livros não-alemães em Munique e em outras cidades da Alemanha.
- 14 de Julho - O Partido Nazi se torna o único partido legal na Alemanha
- 20 de Julho - A Alemanha e o Vaticano assinam um tratado
- 10 de Outubro - É assinado no Rio de Janeiro um tratado antibélico composto por 6 países, Brasil, Argentina, Chile, México, Paraguai e Uruguai.
- 24 de Outubro - É fundada a cidade de Goiânia, capital do estado de Goiás
- 25 de Novembro - Na Alemanha, manifestação de protesto do movimento de resistência contra a política nazista em matéria eclesiástica.
- Trocas de poder entre Alejandro Lerroux García e Manuel Azaña Díaz na presidência da Espanha.
- Adolf Hitler chega ao poder na Alemanha.

## Nascimentos
| Data            | Nome                  | Profissão                                                     | Nacionalidade         | Observações                 | Ref |
| --------------- | --------------------- | ------------------------------------------------------------- | --------------------- | --------------------------- | --- |
| 25 de janeiro   | Corazón Aquino        | presidente das Filipinas de 1986 a 1992                       | Filipinas             | m. 2009                     |     |
| 12 de fevereiro | João Soares Louro     | político, administrador de empresas, antigo presidente da RTP | Portugal              | m. 2007                     |     |
| 13 de fevereiro | Paul Biya             | presidente dos Camarões desde 1982                            | Camarões              |                             |     |
| 17 de fevereiro | Craig Thomas          | senador republicano                                           | Estados Unidos        | m. 2007                     |     |
| 22 de março     | Abolhassan Bani-sadr  | presidente do Irão de 1980 a 1981                             | Irão                  |                             |     |
| 23 de maio      | Alberto Natusch Busch | presidente da Bolívia em 1979                                 | Bolívia               | m. 1994                     |     |
| 3 de junho      | Celso Torrelio Villa  | presidente da Bolívia de 1981 a 1982                          | Bolívia               | m. 1999                     |     |
| 15 de junho     | Mohammad-Ali Rajai    | presidente do Irão em 1981                                    | Irão                  | m. 1981                     |     |
| 2 de setembro   | Mathieu Kérékou       | presidente do Benim de 1972 a 1991 e de 1996 a 2006           | França (Benim)        | m. 2000                     |     |
| 17 de Setembro  | Roberto Magalhães     | político                                                      | Brasil                |                             |     |
| 29 de setembro  | Samora Machel         | presidente de Moçambique de 1975 a 1986                       | Portugal (Moçambique) | m. 1986 Prémio Lenin da Paz |     |
| 3 de novembro   | Jalal Talabani        | presidente do Iraque desde 2005                               | Iraque                |                             |     |
| 22 de dezembro  | Abel Pacheco          | presidente da Costa Rica de 2002 a 2006                       | Costa Rica            |                             |     |
| 23 de dezembro  | Akihito               | 125º Imperador do Japão desde 1989                            | Japão                 |                             |     |

## Mortes
| Data            | Nome                      | Profissão                                               | Nacionalidade  | Observações | Ref |
| --------------- | ------------------------- | ------------------------------------------------------- | -------------- | ----------- | --- |
| 5 de Janeiro    | Calvin Coolidge           | presidente dos Estados Unidos de 1923 a 1929            | Estados Unidos | n. 1872     |     |
| 15 de fevereiro | Paulo de Frontin          | político e engenheiro                                   | Brasil         | n. 1860     |     |
| 25 de março     | João de Deus Mena Barreto | militar                                                 | Brasil         | n. 1874     |     |
| 3 de julho      | Hipólito Yrigoyen         | presidente da Argentina de 1916 a 1922 e de 1928 a 1930 | Argentina      | n. 1852     |     |
| 2 de setembro   | Georges Leygues           | primeiro-ministro da frança de 1920 a 1921              | França         | n. 1852     |     |
| 16 de outubro   | Ismael Montes             | presidente da Bolívia de 1904 a 1909 e de 1913 a 1917   | Bolívia        | n. 1861     |     |
| ??              | Abílio Campos Monteiro    | escritor, jornalista, médico e político                 | Portugal       | n. 1876     |     |